# Sudetenland (provincie, 1918)
Provincie Sudetsko (německy Provinz Sudetenland) byla jednou z Němci vyhlášených provincií vzniklých po vyhlášení samostatného Československa. Byla vyhlášena dne 30. října 1918 německými poslanci ze Slezska a severní Moravy. Důvodem jeho vytvoření byla naděje zde žijících Němců, že tímto vystoupením dají najevo svůj nesouhlas s vytvořením Československa a že poté mírová konference rozhodne k jejich přičlenění k Rakousku či Německu. Kromě území západního Rakouského Slezska a částí severní Moravy sem byly přičleněny i některé německé oblasti (Králíky a Lanškroun) ve východních Čechách. Za hlavní město byla zvolena Opava.

## Organizace
Předsedou zemské vlády Sudetska se stal Robert Freissler. Ten spolu s bývalým poslancem Říšské rady Hansem Joklem převzal z rukou slezského zemského prezidenta Widmanna svůj mandát pod záštitou autority Německého Rakouska. Bylo taktéž vytvořeno Zemské shromáždění (Landesversammlung), jakýsi prozatímní parlament. Mělo 54 členů – 37 ze Slezska, 5 z východních Čech a 12 předválečných poslanců Říšské rady, zvolených v roce 1911 na území současného Sudetska. K ochraně Sudetska byl povolán nově zřízený Volkswehr, který měl na 6 700 mužů.

## Konec Sudetska
V prosinci 1918 začala československá armáda s obsazováním Sudetska. Nenarazila na odpor, 29. listopadu obsadila armáda Český Krumlov (náležející ovšem do Šumavské župy, ne do Sudetska) a 18. prosince Opavu. Představitelé Sudetska neuprchli ze země, ale naopak setrvali v Opavě, odkud vyhlásili, že se podřizují československé moci.[zdroj?]